# RCA
RCA («Ар-си-эй»; англ. Radio Corporation of America) — крупная американская многоотраслевая электронная компания, существовавшая с 1919 по 1986 год. Компания была основана в 1919 году как совместный патентный траст, принадлежавший General Electric (GE), Westinghouse, AT&T Corporation и United Fruit Company. В 1932 году RCA стала независимой компанией в рамках урегулирования государственного антимонопольного иска. В начале 1920-х годов RCA была в авангарде бурно развивающейся радиоиндустрии как крупный производитель радиоприемников и эксклюзивный производитель первых супергетеродинных приемников. Компания также создала первую общенациональную американскую радиосеть, National Broadcasting Company (NBC). RCA также была пионером во внедрении и развитии телевидения, как черно-белого, так и цветного. Ключевой фигурой в RCA являлся Дэвид Сарнофф - уроженец Минской Губерни Российской империи (ныне Республика Беларусь). Дэвид Сарнофф изначально работал как консультант и технический специалист компании, с 1922 года стал её вице-президентом, с 1930 года президентом компании, а в 1947 председателем совета директоров.

## История

Старая телевизионная тестовая сетка под названием «Индейская голова», разработанная инженерами компании RCA в 1939 году (использовалась во многих странах вплоть до широкого распространения цветного телевидения)

В 1926 году в рамках RCA была создана первая в мире коммерческая сеть радиовещания — NBC (National Broadcasting Company). Дэвид Сарнофф стал председателем, Мерлин Эйлсуорт — президентом. NBC была объявлена инструментом служения обществу.
RCA — альянс, созданный под эгидой высоких правительственных чинов, слишком явно нарушал антитрестовое законодательство США. В 1930 году Министерство юстиции предъявило RCA иск.
В 1939 году RCA продемонстрировала на Всемирной выставке в Нью-Йорке полностью электронную систему телевидения. Сразу после войны начались продажи телевизоров.
В 1953 году разработанная компанией система цветного телевидения была принята «National Television Systems Committee» в качестве американского стандарта NTSC.
В декабре 1985 года было объявлено, что General Electric приобретет свою бывшую дочернюю компанию за $6,28 млрд наличными ($66,50 за акцию). Продажа была завершена в следующем году, и GE продолжила продавать активы RCA:
- в 1987 году RCA Global Communications Inc. было продано MCI Communications Corporation;
- права на производство телевизоров под брендами RCA и GE и других продуктов бытовой электроники были приобретены в 1988 году французской компанией Thomson Consumer Electronics в обмен на некоторые медицинские подразделения Thomson;
- в том же году полупроводниковый бизнес (RCA и Intersil) был приобретен Harris Corporation;
- в 1991 году GE продала свою долю в RCA/Columbia компании Sony Pictures, которая переименовала подразделение в «Columbia TriStar Home Video».

## Сфера деятельности

### Кинематограф
В 1928—1948 годах в качестве подразделения RCA действовала киностудия RKO.

### Правительственная и военная связь
Наряду с AT&T, ITT и Western Union, RCA входила в четвёрку крупнейших подрядчиков Агентства военной связи США в плане предоставления в долгосрочную аренду и лизинг оборудования, засекречивающей аппаратуры и объектов инфраструктуры связи системы связи Министерства обороны США (как в континентальных штатах, так и на территории стран-сателлитов) с предоставлением квалифицированного персонала для обслуживания указанных объектов.

### Военная промышленность
Со времени начала Второй мировой войны RCA занималась производством широкого спектра военной продукции, главным образом, в сегменте электроники и электротехники (системы управления вооружением, системы наведения высокоточного оружия, неконтактные взрыватели), радиоэлектронной аппаратуры (радиопередающие устройства, радиолокационные станции, радиолокационные средства разведки и целеуказания всех категорий мобильности), а также проведением разнообразных НИОКР военной тематики. Для производства электроники военного назначения в структуре корпорации было образован филиал «RCA Defense Electronics Corp.». Разработкой спутниковой аппаратуры военного назначения (разведывательные спутники, спутники связи и др.) занимался Исследовательский центр им. Дэвида Сарноффа («David Sarnoff Research Center») в Принстоне, входящий в структуру военно-космического подразделения корпорации («Astro Division»).
Системы автоматизированного распознавания

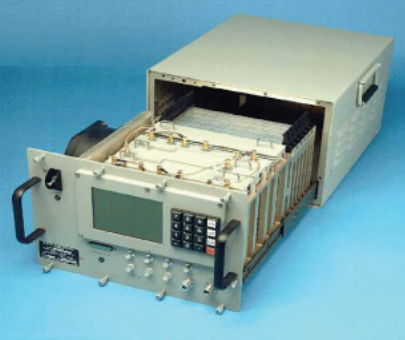
Запросчик системы радиолокационного распознавания AN/UPX-41(C), разработанный в рамках программы Air Defense IFF

RCA совместно с Packard Bell занималась разработкой аппаратуры универсальных тактических систем автоматизированного распознавания в боевой обстановке («свой-чужой») для сухопутных войск вообще и сухопутных компонентов других видов вооружённых сил и служб («Battlefield Identification Friend-or-Foe», сокр. BIFF), и для зенитных войск в частности («Air Defense IFF»). Такого рода системы получили приборную реализацию в компактных радиолокационных запросчиках и ответчиках семейства AIMS Mark XII IFF, применяемых в сфере противовоздушной обороны — на корабельных ЗРК, самоходных ЗРК и ПЗРК, авиации — на боевых самолётах и военных летательных аппаратах вообще, и др. образцах военной техники. В сфере управления войсками, указанные средства исходно интегрированы в различные АСУВ и БИУС, при этом, с зачастую взаимозаменяемыми элементами.

## Торговая марка
Торговая марка RCA продолжает использоваться двумя компаниями для продукции, имевшей общего предшественника:
- Thomson Consumer Electronics выпускает под этой маркой бытовую электронику — телевизоры, видеомагнитофоны, DVD-проигрыватели и т. д.;
- Sony Music Entertainment владеет звукозаписывающим лейблом RCA Records.